# Тираннион
Тираннио́н (др.-греч. Τυραννίων, лат. Tyrannio) — древнегреческий грамматик I века до н. э., привезённый из родной Амасии в Рим. Учитель Страбона.
Основная информация о его жизни и деятельности содержится в энциклопедии Суды. Родом из Понтийского царства, сын Эпикратида и александрийки Линдии, при рождении был назван Теофраст. Учился у Гестия из Амасии, который по причине его способностей, дал ему имя «Тиран». Далее учился на Родосе у Дионисия Фракийского. В 72 году до н. э. был захвачен в плен Лукуллом, при разделе военной добычи достался Лицинию Мурене, который отпустил его на волю. В Риме Тираннион занимался преподавательской деятельностью, а также каталогизацией библиотеки Апелликона, привезённой в Рим Суллой (она содержала полное собрание трудов Аристотеля). Его услугами пользовался и Марк Туллий Цицерон. Страбон прямо называл его своим наставником.
Страбон и Цицерон (Ad Atticum II, 6) особо упоминали познания Тиранниона в географии, Цицерон сообщал о каком-то его сочинении, но не приводил его заглавия. Со временем он составил значительное состояние, в энциклопедии Суды описано, что ему принадлежала библиотека в 30 000 свитков. Скончался в весьма преклонном возрасте.